# Mili
Mili è un atollo dell'Oceano Pacifico.  Appartenente alle isole Ratak è amministrativamente una municipalità delle Isole Marshall. Ha una superficie di 16 km², una laguna di 763 km² e 1 032 abitanti (1999).
Popolazione
| Popolazione |      |      |      |      |      |       |  |  |  |
| Anno        | 1958 | 1967 | 1973 | 1980 | 1988 | 1999  |  |  |  |
| Abitanti    | 412  | 582  | 538  | 763  | 854  | 1.032 |  |  |  |
|             |      |      |      |      |      |       |  |  |  |